# Tourly
Tourly é uma comuna francesa na região administrativa de Altos da França, no departamento de Oise. Estende-se por uma área de 3,32 km². Em 2010 a comuna tinha 174 habitantes (densidade: 52,4 hab./km²).